# Feinde aus dem Nichts
Feinde aus dem Nichts (Originaltitel: Quatermass 2) ist ein in Schwarzweiß gedrehter britischer Science-Fiction-Horrorfilm von Val Guest aus dem Jahr 1957. Der von der Filmgesellschaft Hammer produzierte Film ist nach Schock (1955) der zweite Teil der so genannten Quatermass-Trilogie. Wie der erste und der nachfolgende dritte Teil Das grüne Blut der Dämonen (1967) basiert der Film auf der BBC-Fernsehserie Quatermass.
Professor Quatermass von der englischen Raumfahrtbehörde muss eine Invasion Außerirdischer abwehren, die in menschlicher Gestalt auftreten und bereits Teile der Regierung und der Autoritäten unterwandert haben.

## Handlung
Quatermass wird auf einer Landstraße in einen Unfall verwickelt. Die Fahrerin des anderen Wagens erzählt ihm, dass sie durch einen vom Himmel gefallenen Stein abgelenkt wurde, der ihren Beifahrer verletzt hatte. Quatermass nimmt den Stein mit in sein Labor. Die Untersuchung ergibt, dass der Stein, ein künstlicher Meteorit, aus einem unbekannten Material besteht und hohl ist. Während der Professor noch mit der Analyse beschäftigt ist, beobachtet sein Assistent auf dem Radarschirm, dass ein aus vielen kleinen Objekten bestehender Meteoritenschauer niedergeht.
Quatermass sucht die Stelle, an der die Objekte gelandet sind und findet sich in einer einsamen Gegend wieder. In der Nähe eines merkwürdigen Industriegeländes findet er Bruchstücke der Meteoriten. Quatermass wird von einem Wachtrupp niedergeschlagen, als er sich dem Gelände nähert. Der Professor versucht, die Polizei einzuschalten, um herauszufinden, was es mit der fremdartigen Fabrik auf sich hat. An wen er sich auch wendet, niemand, weder Polizei, noch die Regierung, stimmt einer Aufklärung zu. Die Begründung, mit der Quatermass’ Ersuchen abgelehnt wird, lautet, dass es sich um ein Geheimprojekt handelt, um Nahrungsmittel für die Dritte Welt künstlich herzustellen.
Quatermass lässt nicht locker und mit der Zeit erkennt er, dass es sich bei den Meteoriten um Transportmittel für Aliens handelt, die in etwa die Größe einer Kokosnuss haben. Von ihrem Mutterschiff, einer Art Asteroid, lassen sie sich auf die Erde fallen. Die Schale öffnet sich und die Wesen übernehmen den ersten menschlichen Körper, auf den sie treffen. Die übernommenen Menschen werden zu Marionetten der Außerirdischen. Große Teile der Regierung, der Verwaltung, des Militärs und der Polizei sind von den Fremden übernommen worden. Quatermass findet heraus, dass die Aliens eine Schwachstelle haben. Werden sie einer hohen Konzentration von Sauerstoff ausgesetzt, sterben sie ab. Der Professor setzt nun alles daran, die Aliens zu vernichten. Den Asteroiden lässt er durch eine Rakete zerstören. Von ihrer Basis abgeschnitten, können die Aliens durch Sauerstoff getötet werden. Als alle Aliens vernichtet sind, werden auch die von ihnen übernommenen Menschen wieder normal. Quatermass hat die Welt gerettet.

## Hintergrund
Feinde aus dem Nichts startete am 17. Juni 1957 in den britischen und am 12. Juli desselben Jahres in den deutschen Kinos.

## Kritiken
Als „unklar“ bewertete Variety Regie und Drehbuch, als „schwerfällig“ die Zeichnung der Charaktere. Nur den Spezialeffekten bescheinigte das Branchenfachblatt Einfallsreichtum.
„Ein utopischer Gruselfilm höchst unsinniger und ekelerregender Spielart. (Einstufung: Für Erwachsene, mit erheblichen Vorbehalten.)“, urteilte der deutsche film-dienst zeitnah zum Filmstart. In späteren Jahren revidierte die Redaktion ihr Urteil und entdeckte eine „kameratechnisch reizvolle triviale Science-Fiction-Unterhaltung“.

## Veröffentlichungen
Feinde aus dem Nichts ist international auf DVD erhältlich, ebenso die Filmmusik von James Bernard, die wiederholt auf Kompilationen veröffentlicht wurde.